# Kaulicové
Kaulicové je kmen původních obyvatel (indiánů) na západě státu Washington. Skládá se ze dvou odlišných skupin: Horní Kaulicové (Taidnapam) a Dolní Kaulicové (Kawlic).
Původním jazykem kmenu je kauličtina, která patří do rodiny Sališských jazyků. Později ale Horní Kaulicové převzali sahaptinštinu, kterou mluví především kmeny východně od Kaskádového pohoří.
Kaulicové se stali federálně uznávaným kmenem v únoru 2000, poté jim federální vláda založila rezervaci nedaleko města Longview, kde se nacházejí kmenové úřady.
Kaulicové vyráběli z rostlin xerophyllum tenax a kořenů cedrů a přesliček šupinaté spirálovité košíky se silnými geometrickými nároky. Košíky, které byly používány ke sběru ovoce a plodů, byly často opravovány a uchovávány pro další generace.
Kaulicové se původně nacházeli na březích řek Cowlitz a Lewis, dále také v pevnosti Fort Vancouver. Prvním bělochem, který se pokusil o kontakt s kmenem, byl Québečan Simon Plamondon, který se později oženil s dcerou náčelníka Scanewey Thas-e-muth.